# Baseball a 2004. évi nyári olimpiai játékokon
A 2004. évi nyári olimpiai játékokon a baseballtornát augusztus 15. és 25. között rendezték meg. A tornán 8 nemzet csapata vett részt.

## Éremtáblázat
(Az egyes számoszlopok legmagasabb értéke, vagy értékei vastagítással kiemelve.)
| A 2004. évi nyári olimpiai játékok éremtáblázata baseballban | A 2004. évi nyári olimpiai játékok éremtáblázata baseballban | A 2004. évi nyári olimpiai játékok éremtáblázata baseballban | A 2004. évi nyári olimpiai játékok éremtáblázata baseballban | A 2004. évi nyári olimpiai játékok éremtáblázata baseballban | Olimpia  |
| ------------------------------------------------------------ | ------------------------------------------------------------ | ------------------------------------------------------------ | ------------------------------------------------------------ | ------------------------------------------------------------ | -------- |
|                                                              | Ország                                                       | Arany                                                        | Ezüst                                                        | Bronz                                                        | Összesen |
| 1.                                                           | Kuba (CUB)                                                   | 1                                                            | 0                                                            | 0                                                            | 1        |
|                                                              |                                                              |                                                              |                                                              |                                                              |          |
| 2.                                                           | Ausztrália (AUS)                                             | 0                                                            | 1                                                            | 0                                                            | 1        |
|                                                              |                                                              |                                                              |                                                              |                                                              |          |
| 3.                                                           | Japán (JPN)                                                  | 0                                                            | 0                                                            | 1                                                            | 1        |
|                                                              |                                                              |                                                              |                                                              |                                                              |          |
| Összesen                                                     | Összesen                                                     | 1                                                            | 1                                                            | 1                                                            | 3        |

## Érmesek
| A 2004. évi nyári olimpiai játékok érmesei baseballban | A 2004. évi nyári olimpiai játékok érmesei baseballban | A 2004. évi nyári olimpiai játékok érmesei baseballban | A 2004. évi nyári olimpiai játékok érmesei baseballban |
| --- | --- | --- | ------------------------------------------------------ |
| Arany | Ezüst | Bronz |                                                        |
| Kuba (CUB) | Ausztrália (AUS) | Japán (JPN) |                                                        |
| Danny Betancourt Luis Borroto Frederich Cepeda Yorelvis Charles Michel Enríquez Norberto González Yulieski Gourriel Pedro Luis Lazo Roger Machado Jonder Martínez Danny Miranda Frank Montieth Vicyohandri Odelín Adiel Palma Eduardo Paret Ariel Pestano Alexei Ramírez Eriel Sánchez Antonio Scull Carlos Tabares Yoandri Urgellés Osmani Urrutia Manuel Vega Norge Luis VeraSzövetségi kapitány: Higinio Vélez | Craig Anderson Thomas Brice Adrian Burnside Gavin Fingleson Paul Gonzalez Nick Kimpton Brendan Kingman Craig Lewis Graeme Lloyd David Nilsson Trent Oeltjen Wayne Ough Chris Oxspring Brett Roneberg Ryan Rowland Smith John Stephens Phil Stockman Brett Tamburrino Richard Thompson Andrew Utting Ben Wigmore Glenn Williams Jeff Williams Rodney van BuizenSzövetségi kapitány: Jon Deeble | Simizu Naojuki Ivasze Hitoki Kuroda Hiroki Andó Júja Miura Daiszuke Macuzaka Daiszuke Uehara Kódzsi Ivakuma Hiszasi Vada Cujosi Kobajasi Maszahide Isii Hirotosi Kendzsi Dzsódzsima Aikava Rjódzsi Ogaszavara Micsihiro Nakamura Norihiro Mijamoto Sinja Kaneko Makoto Fudzsimoto Acusi Fukudome Kószuke Tani Jositomo Muramacu Arihito Takahasi Josinobu Vada Kazuhiro Kimura TakujaSzövetségi kapitány: Nakahata Kijosi |                                                        |

## Lebonyolítás
A 8 résztvevő egy csoportban szerepelt, a csoport végeredményét körmérkőzések döntötték el. Az első négy helyezett jutott tovább az elődöntőbe, ahol az első és a negyedik helyezett, valamint a második és a harmadik helyezett játszott egymással. A két győztes játszotta a döntőt, a vesztesek a bronzéremért mérkőzhettek.

## Csoportkör
| Színmagyarázat                                             |
| ---------------------------------------------------------- |
| A csoportkör első négy helyezettje bejutott az elődöntőbe. |
| A csoportkör utolsó négy helyezettje kiesett.              |

| Csapat      | M | Gy | V | P+ | P– | Pk  |
| ----------- | - | -- | - | -- | -- | --- |
| Japán       | 7 | 6  | 1 | 49 | 20 | +29 |
| Kuba        | 7 | 6  | 1 | 41 | 17 | +24 |
| Kanada      | 7 | 5  | 2 | 39 | 17 | +22 |
| Ausztrália  | 7 | 4  | 3 | 49 | 30 | +19 |
| Tajvan      | 7 | 3  | 4 | 24 | 28 | –4  |
| Hollandia   | 7 | 2  | 5 | 29 | 55 | –26 |
| Görögország | 7 | 1  | 6 | 24 | 49 | –25 |
| Olaszország | 7 | 1  | 6 | 19 | 58 | –39 |

| 2004. augusztus 15. 10:30 |  | Kuba (CUB) | 4–1 | Ausztrália |  |  |
| 2004. augusztus 15. 10:30 |  |            |     |            |  |  |

| 2004. augusztus 15. 11:30 |  | Olaszország (ITA) | 0–12 | Japán |  |  |
| 2004. augusztus 15. 11:30 |  |                   |      |       |  |  |

| 2004. augusztus 15. 18:30 |  | Kanada (CAN) | 7–0 | Tajvan |  |  |
| 2004. augusztus 15. 18:30 |  |              |     |        |  |  |

| 2004. augusztus 15. 19:30 |  | Görögország (GRE) | 0–11 | Hollandia |  |  |
| 2004. augusztus 15. 19:30 |  |                   |      |           |  |  |

| 2004. augusztus 16. 10:30 |  | Ausztrália (AUS) | 0–3 | Tajvan |  |  |
| 2004. augusztus 16. 10:30 |  |                  |     |        |  |  |

| 2004. augusztus 16. 11:30 |  | Kanada (CAN) | 9–3 | Olaszország |  |  |
| 2004. augusztus 16. 11:30 |  |              |     |             |  |  |

| 2004. augusztus 16. 18:30 |  | Japán (JPN) | 8–3 | Hollandia |  |  |
| 2004. augusztus 16. 18:30 |  |             |     |           |  |  |

| 2004. augusztus 16. 19:30 |  | Kuba (CUB) | 5–4 | Görögország |  |  |
| 2004. augusztus 16. 19:30 |  |            |     |             |  |  |

| 2004. augusztus 17. 10:30 |  | Hollandia (NED) | 0–7 | Kanada |  |  |
| 2004. augusztus 17. 10:30 |  |                 |     |        |  |  |

| 2004. augusztus 17. 11:30 |  | Tajvan (TPE) | 7–1 | Görögország |  |  |
| 2004. augusztus 17. 11:30 |  |              |     |             |  |  |

| 2004. augusztus 17. 18:30 |  | Olaszország (ITA) | 0–6 | Ausztrália |  |  |
| 2004. augusztus 17. 18:30 |  |                   |     |            |  |  |

| 2004. augusztus 17. 19:30 |  | Kuba (CUB) | 3–6 | Japán |  |  |
| 2004. augusztus 17. 19:30 |  |            |     |       |  |  |

| 2004. augusztus 18. 10:30 |  | Hollandia (NED) | 10–4 | Olaszország |  |  |
| 2004. augusztus 18. 10:30 |  |                 |      |             |  |  |

| 2004. augusztus 18. 11:30 |  | Japán (JPN) | 4–9 | Ausztrália |  |  |
| 2004. augusztus 18. 11:30 |  |             |     |            |  |  |

| 2004. augusztus 18. 18:30 |  | Görögország (GRE) | 0–2 | Kanada |  |  |
| 2004. augusztus 18. 18:30 |  |                   |     |        |  |  |

| 2004. augusztus 18. 19:30 |  | Tajvan (TPE) | 2–10 | Kuba |  |  |
| 2004. augusztus 18. 19:30 |  |              |      |      |  |  |

| 2004. augusztus 20. 10:30 |  | Tajvan (TPE) | 4–5 | Olaszország |  |  |
| 2004. augusztus 20. 10:30 |  |              |     |             |  |  |

| 2004. augusztus 20. 11:30 |  | Japán (JPN) | 9–1 | Kanada |  |  |
| 2004. augusztus 20. 11:30 |  |             |     |        |  |  |

| 2004. augusztus 20. 18:30 |  | Ausztrália (AUS) | 11–6 | Görögország |  |  |
| 2004. augusztus 20. 18:30 |  |                  |      |             |  |  |

| 2004. augusztus 20. 19:30 |  | Kuba (CUB) | 9–2 | Hollandia |  |  |
| 2004. augusztus 20. 19:30 |  |            |     |           |  |  |

| 2004. augusztus 21. 10:30 |  | Japán (JPN) | 4–3 | Tajvan |  |  |
| 2004. augusztus 21. 10:30 |  |             |     |        |  |  |

| 2004. augusztus 24. 19:30 |  | Kuba (CUB) | 8–5 | Kanada |  |  |
| 2004. augusztus 24. 19:30 |  |            |     |        |  |  |

| 2004. augusztus 21. 18:30 |  | Hollandia (NED) | 2–22 | Ausztrália |  |  |
| 2004. augusztus 21. 18:30 |  |                 |      |            |  |  |

| 2004. augusztus 21. 19:30 |  | Olaszország (ITA) | 7–12 | Görögország |  |  |
| 2004. augusztus 21. 19:30 |  |                   |      |             |  |  |

| 2004. augusztus 22. 10:30 |  | Hollandia (NED) | 1–5 | Tajvan |  |  |
| 2004. augusztus 22. 10:30 |  |                 |     |        |  |  |

| 2004. augusztus 22. 11:30 |  | Görögország (GRE) | 1–6 | Japán |  |  |
| 2004. augusztus 22. 11:30 |  |                   |     |       |  |  |

| 2004. augusztus 22. 18:30 |  | Olaszország (ITA) | 0–5 | Kuba |  |  |
| 2004. augusztus 22. 18:30 |  |                   |     |      |  |  |

| 2004. augusztus 22. 19:30 |  | Ausztrália (AUS) | 0–11 | Kanada |  |  |
| 2004. augusztus 22. 19:30 |  |                  |      |        |  |  |

## Rájátszás
|  |               |                  |            |               |   |                  |                  |       |
|  | Elődöntők     | Elődöntők        | Elődöntők  |               |   | Döntő            | Döntő            | Döntő |
|  | Elődöntők     | Elődöntők        | Elődöntők  |               |   | Döntő            | Döntő            | Döntő |
|  | augusztus 24. |                  |            |               |   |                  |                  |       |
|  |               |                  |            |               |   |                  |                  |       |
|  | 1             | Japán (JPN)      | 0          |               |   |                  |                  |       |
|  | 1             | Japán (JPN)      | 0          | augusztus 25. |   |                  |                  |       |
|  | 4             | Ausztrália (AUS) | 1          |               |   |                  |                  |       |
|  | 4             | Ausztrália (AUS) | 1          |               |   | Ausztrália (AUS) | Ausztrália (AUS) | 2     |
|  | augusztus 24. |                  |            |               |   | Ausztrália (AUS) | Ausztrália (AUS) | 2     |
|  |               |                  | Kuba (CUB) | Kuba (CUB)    | 6 |                  |                  |       |
|  | 2             | Kuba (CUB)       | Kuba (CUB) | Kuba (CUB)    | 6 | 8                |                  |       |
|  | 2             | Kuba (CUB)       |            |               |   |                  |                  |       |
|  | 3             | Kanada (CAN)     | 5          |               |   |                  |                  |       |
|  | 3             | Kanada (CAN)     | 5          | Bronzmérkőzés |   |                  |                  |       |
|  |               |                  |            |               |   |                  |                  |       |
|  | augusztus 25. |                  |            |               |   |                  |                  |       |
|  |               |                  |            |               |   |                  |                  |       |
|  | Japán (JPN)   | Japán (JPN)      | 11         |               |   |                  |                  |       |
|  | Japán (JPN)   | Japán (JPN)      | 11         |               |   |                  |                  |       |
|  | Kanada (CAN)  | Kanada (CAN)     | 2          |               |   |                  |                  |       |
|  | Kanada (CAN)  | Kanada (CAN)     | 2          |               |   |                  |                  |       |

### Elődöntők
| 2004. augusztus 24. 11:30 |  | Japán (JPN) | 0–1 | Ausztrália |  |  |
| 2004. augusztus 24. 11:30 |  |             |     |            |  |  |

| 2004. augusztus 24. 19:30 |  | Kuba (CUB) | 8–5 | Kanada |  |  |
| 2004. augusztus 24. 19:30 |  |            |     |        |  |  |

### Bronzmérkőzés
| 2004. augusztus 25. 11:30 |  | Kanada (CAN) | 2–11 | Japán |  |  |
| 2004. augusztus 25. 11:30 |  |              |      |       |  |  |

### Döntő
| 2004. augusztus 25. 20:00 |  | Ausztrália (AUS) | 2–6 | Kuba |  |  |
| 2004. augusztus 25. 20:00 |  |                  |     |      |  |  |

| A 2004. évi nyári olimpiai játékok baseballtornájának olimpiai bajnoka |
| · KUBA · 2. cím                                                        |
| ---------------------------------------------------------------------- |

## Végeredmény
| Arany | Kuba (CUB)        | 9 | 8 | 1 | 55 | 24 | +31 |  |  |
| Ezüst | Ausztrália (AUS)  | 9 | 5 | 4 | 52 | 36 | +16 |  |  |
| Bronz | Japán (JPN)       | 9 | 7 | 2 | 60 | 23 | +37 |  |  |
| 4.    | Kanada (CAN)      | 9 | 5 | 4 | 46 | 36 | +10 |  |  |
|       |                   |   |   |   |    |    |     |  |  |
| 5.    | Tajvan (TPE)      | 7 | 3 | 4 | 24 | 28 | –4  |  |  |
| 6.    | Hollandia (NED)   | 7 | 2 | 5 | 29 | 55 | –26 |  |  |
| 7.    | Görögország (GRE) | 7 | 1 | 6 | 24 | 49 | –25 |  |  |
| 8.    | Olaszország (ITA) | 7 | 1 | 6 | 19 | 58 | –39 |  |  |